# Roy Ebron
Roy Lester Ebron (Norfolk, Virginia, 31 de agosto de 1951 - St. Rose, Luisiana, 28 de septiembre de 2014) fue un jugador de baloncesto estadounidense que disputó una temporada en la ABA. Con 2,06 metros de estatura, jugaba en la posición de pívot.

## Trayectoria deportiva

### Universidad
Jugó durante tres temporadas con los Louisiana–Lafayette Ragin' Cajuns de la Universidad Louisiana–Lafayette, entonces conocida como Universidad del Sureste de Luisiana, en las que promedió 19,4 puntos y 12,2 rebotes por partido. En sus dos últimas temporadas fue incluido en el mejor quinteto de la Southland Conference, tras liderar en ambas el apartado de rebotes.

### Profesional
Fue elegido en la sexagésimo octava posición del Draft de la NBA de 1974 por New York Knicks pero acabó fichando por los Utah Stars de la ABA, con los que jugó una temporada como suplente de Gerald Govan, en la que promedió 6,2 puntos y 4,4 rebotes por partido.

## Estadísticas de su carrera en la ABA

### Temporada regular
| Temporada | Edad | Equipo     | Liga | Pos. | P  | TIT | MIN  | TC  | TCA | %TC  | 3P  | 3PA | %3P  | 2P  | 2PA | %2P  | TL  | TLA | %TL  | R.OF. | R.DEF. | REB | ASIS | ROB | TAP | PER | FP  | PTS |
| 1973-74   | 22   | Utah Stars | ABA  | C    | 40 |     | 13.2 | 2.6 | 5.3 | .488 | 0.0 | 0.0 | .000 | 2.6 | 5.3 | .490 | 1.1 | 2.1 | .512 | 2.0   | 2.4    | 4.4 | 0.5  | 0.4 | 0.8 | 0.9 | 1.7 | 6.2 |
| Total     |      |            | ABA  |      | 40 |     | 13.2 | 2.6 | 5.3 | .488 | 0.0 | 0.0 | .000 | 2.6 | 5.3 | .490 | 1.1 | 2.1 | .512 | 2.0   | 2.4    | 4.4 | 0.5  | 0.4 | 0.8 | 0.9 | 1.7 | 6.2 |

### Playoffs
| Temporada | Edad | Equipo     | Liga | Pos. | P | TIT | MIN | TC  | TCA | %TC  | 3P  | 3PA | %3P  | 2P  | 2PA | %2P  | TL  | TLA | %TL  | R.OF. | R.DEF. | REB | ASIS | ROB | TAP | PER | FP  | PTS |
| 1973-74   | 22   | Utah Stars | ABA  | C    | 7 |     | 5.9 | 0.9 | 2.7 | .316 | 0.0 | 0.1 | .000 | 0.9 | 2.6 | .333 | 0.7 | 1.4 | .500 | 1.4   | 0.7    | 2.1 | 0.3  | 0.0 | 0.6 | 0.3 | 0.9 | 2.4 |
| Total     |      |            | ABA  |      | 7 |     | 5.9 | 0.9 | 2.7 | .316 | 0.0 | 0.1 | .000 | 0.9 | 2.6 | .333 | 0.7 | 1.4 | .500 | 1.4   | 0.7    | 2.1 | 0.3  | 0.0 | 0.6 | 0.3 | 0.9 | 2.4 |